# Ok, il prezzo è giusto!
Ok, il prezzo è giusto! è stato un programma televisivo italiano di genere game show, adattamento dell'originale statunitense The Price Is Right, trasmesso sulle reti Mediaset dal 21 dicembre 1983 fino al 13 aprile 2001; la curatrice è stata Fatma Ruffini, mentre la produttrice è stata Margherita Caligiuri. È stata una delle trasmissioni più longeve dell'editore - 3466 puntate - e tra le poche a essere trasmesse su tutte le tre reti generaliste del gruppo. Dopo L'eredità e La ruota della fortuna, è il terzo quiz più longevo della TV italiana, nonché la quarta versione più longeva dell'originale format statunitense.

## Storia
Il programma era la versione italiana del gioco a premi statunitense The Price Is Right, format andato in onda sulle reti NBC e ABC dal 1956 al 1965 e in seguito riproposto con successo sulla CBS a partire dal 4 settembre 1972 e tuttora trasmesso.
In Italia debuttò su Italia 1 il 21 dicembre 1983 e qui andò in onda fino al 24 giugno 1987, mentre dal 9 settembre 1987 al 29 giugno 1988 passò su Rete 4; successivamente è andato in onda dal 12 settembre 1988 al 29 giugno 1996 su Canale 5, ed infine, per le ultime edizioni (dal 9 settembre 1996 al 13 aprile 2001), tornò di nuovo in onda su Rete 4.
La scenografia del programma fu realizzata da Graziella Evangelista dalla stagione 1983-1984 fino alla prima metà della stagione 1993-1994; in seguito venne invece realizzata da Stefania Conti, dalla seconda metà della stagione 1993-1994 alla stagione 1995-1996; in seguito fu invece affidata alla coppia di scenografi composta da Alida Cappellini e Giovanni Licheri, dalla stagione 1996-1997 alla stagione 1998-1999 ed infine da Enrico Dusi dalla stagione 1999-2000 alla chiusura del programma.
Il conduttore interagiva con una voce fuori campo (detta voce misteriosa)  che aveva il compito di annunciare i concorrenti, descrivere i premi e supportare il conduttore con comunicazioni o precisazioni; la voce apparteneva ad una persona posta dentro una cabina a vetri riflettenti mimetizzata con la scenografia, dietro la gradinata sulla quale sedeva il pubblico.
Le voci sono state interpretate da alcuni doppiatori come:
- Raffaella Bragazzi: 21 dicembre 1983-25 giugno 1999 (temporaneamente sostituita da Monica Sala nel 1998 in quanto in quel periodo era in maternità);
- Matteo Zanotti: 13 settembre 1999-30 giugno 2000;
- Alessandro Rigotti: 11 settembre 2000-13 aprile 2001.

Per le prime cinque stagioni, il programma andò in onda il mercoledì in prima serata (dal 21 dicembre 1983 al 24 giugno 1987 su Italia 1 e dal 9 settembre 1987 al 29 giugno 1988 su Rete 4).
Dalla stagione 1988-1989, il game show passò invece alla fascia preserale andando in onda su Canale 5, dal lunedì al sabato.
Per un breve periodo, dal 7 gennaio al 29 giugno 1991, in seguito ad un calo di ascolti, Ok, il prezzo è giusto! venne trasferito nella fascia del mezzogiorno della stessa rete, subito dopo Il pranzo è servito, andando sempre in onda dal lunedì al sabato, e lo spazio lasciato vuoto dal game show nel tardo pomeriggio venne riempito dalla sitcom I Robinson; il programma tornò al preserale il 9 settembre dello stesso anno dopo una rapida ricrescita degli ascolti.
Inoltre, dal 10 settembre 1989 al 27 ottobre 1991 il game show andò in onda anche di domenica, sempre su Canale 5 in fascia preserale (anche nel periodo in cui le puntate feriali vennero trasferite nella fascia del mezzogiorno); la puntata domenicale aveva una durata maggiore rispetto a quelle degli altri giorni della settimana (che duravano 45 minuti netti), dato che iniziava alle 18:00 e si concludeva alle 19:45 (ed infatti vi partecipavano quattro concorrenti per ogni manche, così come avveniva quando il game-show era trasmesso in prima serata), ed oltre ai consueti momenti di gioco vi erano anche degli spazi musicali, in cui Iva Zanicchi si esibiva con le sue canzoni più famose e reinterpretava anche famosi brani musicali, sia italiani che internazionali.
Nel febbraio del 1996 il programma, messo in difficoltà dalla concorrenza del Luna Park di Rai 1, cercò di risollevare gli ascolti introducendo un gioco telefonico, al quale prendevano parte i telespettatori che seguivano il game show. Il gioco si chiamava Indovina la Vetrina, consisteva nell'indovinare il prezzo giusto della vetrina persa da uno dei finalisti della puntata, e quando ciò non accadeva il premio si accumulava a quello della sera successiva, fino a che qualcuno non indovinava il prezzo giusto. A differenza dell'intera puntata registrata qualche giorno prima, il gioco telefonico andava in onda in diretta, costringendo così Iva Zanicchi a recarsi ogni sera negli studi per una manciata di minuti di gioco, dovendosi inoltre vestire e pettinare come nella puntata appena trasmessa per dare ai telespettatori una sensazione di continuità. L'espediente non ebbe successo, e gli ascolti infatti continuarono a calare tanto che, nell'autunno seguente, Ok, il prezzo è giusto! venne trasferito da Canale 5 a Rete 4 (mantenendo però la stessa fascia oraria, ma perdendo l'appuntamento del sabato) fino alla chiusura cinque anni dopo.
Dal 1989 al 1998, durante il periodo estivo, andavano in onda le repliche della stagione appena conclusa, sempre nello stesso slot orario, ad eccezione del 1992 e del 1993, in cui il game show andò invece in onda con puntate inedite pure d'estate, e nel 1994, in cui vennero trasmesse le repliche delle puntate estive dei due anni precedenti.

## Conduzione

Da sinistra: la storica speaker Raffaella Bragazzi e il conduttore Gigi Sabani durante la prima edizione del programma (1983-1984) che riuscì a raggiungere punte di 10 milioni di telespettatori.

Iva Zanicchi, la più longeva conduttrice del programma (1987-2000)

Il primo presentatore fu Gigi Sabani, che condusse il programma dal 21 dicembre 1983 al 17 dicembre 1986. Successivamente la conduzione fu proposta a Wanna Marchi, che rifiutò, e il timone passò ad Iva Zanicchi, che fu la presentatrice più longeva del programma (da lei definito Il trionfo del consumismo), avendolo presentato per tredici anni, dal 7 gennaio 1987 fino al 30 giugno 2000, per circa 3000 puntate; per brevi periodi il programma è stato condotto anche da Emanuela Folliero e Maria Teresa Ruta: la prima nella tarda primavera del 1999 (dal 10 maggio al 25 giugno), nel periodo in cui la Zanicchi era occupata con le elezioni per il Parlamento europeo del 1999 e non poteva dunque apparire in video a causa della par condicio, mentre la seconda ne ha condotto invece l'ultima edizione, andata in onda dall'11 settembre 2000 al 13 aprile 2001, conclusasi con due mesi e mezzo d'anticipo rispetto al previsto (la stagione sarebbe dovuta terminare il 29 giugno 2001) a causa del grande calo d'ascolti registrato durante tutta l'annata.

## Vallette
A supporto del conduttore vi era un gruppo di vallette al quale spettava il compito di mostrare i premi in palio nelle vetrine e gli oggetti-invito. Per sedici anni ci furono solo donne, mentre nelle ultime due edizioni furono presenti anche dei valletti uomini. Valletti maschi sono stati presenti anche nella prima parte del 1987, in contemporanea con l'arrivo alla conduzione di Iva Zanicchi.
- 1983-1985: Daniela Fornari, Andy Rapagna (sostituita in alcune puntate da Alba Parietti, all'epoca ancora sconosciuta al grande pubblico) e Federica Paccosi (sostituita dal gennaio 1984 da Yolanda Cyganek);
- 1985-1987: Monica Cabona, Ivana Gianferdi e Daniela Fornari (da gennaio 1987 e fino al termine della stagione, con l'arrivo di Iva Zanicchi entrarono nel cast anche i due valletti Corrado Marchetti e Luca Briganti);
- 1987-1988: Eleonora Ventriglia, Grace Rusconi ed Annamaria Frosio;
- 1988-1989: Nadia Bengala (sostituita dal 18 maggio da Fabiola Rizzi), Simonetta Epifani e Rossana Fracassini;
- Estate 1989 (Edizione in prima serata): Simonetta Epifani, Rossana Fracassini, Fabiola Rizzi, Ana Laura Ribas, Alexa Carcelli e Lucilia Flores;
- 1989-1990: Alexa Carcelli, Fabiola Rizzi e Laura Paternoster;
- 1990-1991: Robin Alì, Nadia Perozzo e Marzia Dagnino;
- 1990-1991 (Speciali di Natale in prima serata): Robin Alì, Nadia Perozzo, Marzia Dagnino, Daniela Fornari, Grace Rusconi, Alexa Carcelli ed altre 6 vallette delle passate edizioni;
- 1991-1992: Annalisa Gambi, Romina Tonoli ed Arielle Amossou;
- 1992 (Sabato OK): Annalisa Gambi, Romina Tonoli, Arielle Amossou, Marzia Dagnino ed altre 2 vallette;
- Estate 1992: Annalisa Gambi, Romina Tonoli ed Arielle Amossou;
- 1992-1993: Barbara Favale, Simona Gambatesa e Miriam Negrin;
- Estate 1993: Barbara Favale, Simona Gambatesa e Miriam Negrin;
- 1993-1994: Barbara Favale, Daria Fogarolo ed Arabella Biscaro;
- 1994-1995: Ana Laura Ribas, Debora D'Orazio e Daniela Scandola (in seguito sostituita da Leyla Pafumi);
- 1995-1996: Ana Laura Ribas, Emanuela Nobile ed Ingrid Tence (in seguito sostituita da Sabrina Mele);
- 1996-1997: Ana Laura Ribas, Samantha Crippa e Milena Martelli;
- 1997-1998: Simona Moretti, Daniela Bello, Marika Foglia ed Ivana Lo Piccolo;
- 1998-1999: Veronica Sigari, Consuelo Natali, Erika Cannini e Monica Somma (in seguito si aggiunsero Eleonora De Grassi, Serena Natali ed Ilaria Galassi);
- 1999-2000: Paola Cambiaghi, Alessia Ventura, Riccardo Sardonè, Wilma Oliverio ed Alessandra Epis;
- 2000-2001: Paola Cambiaghi, Alessia Ventura, Alessandra Epis, Sara Calzi ed Alessandro Chiapparino (in seguito si aggiunsero Gloria Anselmi, Gabriela Grechi, Luisella Tuttavilla).

## Regolamento del gioco
Dopo la scelta di quattro concorrenti fra il pubblico iniziava il gioco, consistente in due manches dal medesimo funzionamento: veniva presentato un prodotto (detto oggetto-invito) all'interno di una vetrina aperta dalla formula Apriti, sesamo!, del quale bisognava indovinare il prezzo; il concorrente che indovinava il prezzo giusto, o si avvicinava di più alla cifra corretta senza superarla, si aggiudicava l'oggetto-invito ed accedeva, dopo aver fatto una breve intervista con il presentatore in cui parlava di sé, ad un altro gioco con in palio un ulteriore premio in denaro o in prodotti e, in ogni caso, veniva ammesso al gioco finale della ruota. Il posto lasciato vacante era quindi colmato con una nuova chiamata tra il pubblico di un nuovo concorrente e il tutto si ripeteva per quattro volte (fino a che il programma andò in onda in prima serata) ed in seguito per tre volte (dopo il passaggio del programma in fascia preserale).
I vincitori di ogni manche si sfidavano poi alla ruota, in cui chi si avvicinava di più a 100 senza superarlo, con un massimo di due giri di ruota, accedeva alla fase finale; se invece si centrava il valore 100 presente sulla ruota al primo giro si vinceva un milione di lire. È durante questo gioco che nacque uno dei tormentoni del programma: l'incitamento durante il primo giro di ruota da parte del pubblico che gridava Cento, cento, cento... per tifare i concorrenti; se alla fine del gioco due o più concorrenti avevano totalizzato lo stesso punteggio si procedeva allo spareggio, con i concorrenti che dovevano nuovamente sfidarsi alla ruota, questa volta però con un solo giro a disposizione per ognuno.
Nella fase finale veniva presentata la prima vetrina: il finalista che durante la puntata aveva vinto di più poteva scegliere se tenerla o cambiarla per una seconda vetrina misteriosa, cedendo la prima all'altro finalista; se decideva di tenere la prima vetrina, la vetrina misteriosa veniva abbinata all'altro finalista; in entrambi i casi, i due giocatori dovevano indovinare il valore della propria vetrina e chi si avvicinava maggiormente alla somma esatta, senza superarla, vinceva la puntata e tutti i premi della propria vetrina finale.
Nelle ultime due edizioni venne modificata la parte finale del programma: i due finalisti si sfidavano di nuovo alla ruota (stavolta però con un solo giro a disposizione) e chi totalizzava il punteggio maggiore (in caso di parità si procedeva allo spareggio) accedeva al gioco finale, nella quale venivano mostrate due vetrine delle quali il concorrente doveva indovinare il prezzo; prima di mostrare i premi, veniva mostrato un tabellone in cui vi erano varie cifre e il concorrente doveva quindi premere un pulsante, e la cifra che usciva fuori era la cifra di sforamento, entro la quale si poteva sforare il prezzo delle vetrine. Il concorrente vinceva se la cifra da lui indicata si avvicinava al reale prezzo del premio tenuto conto della cifra di sforamento (che però era valida solo se il prezzo indicato dal concorrente era inferiore a quello giusto, mentre, se era superiore, il concorrente sballava e non si aggiudicava le vetrine finali).

### Giochi interni
Con premi in prodotti
- Occhio al Prezzo:

Prova in cui, dati due prezzi di un prodotto, bisognava indovinare quello giusto;
- Squeeze:

Prova in cui, dato il prezzo di un prodotto, bisognava togliere una cifra per trovare il costo corretto;
- Corsa al Prezzo:

Prova in cui bisognava assegnare, in 45 secondi di tempo, i prezzi giusti a quattro prodotti;
- Prova del 5:

In questa prova, venivano mostrati cinque carrellini con cinque prodotti, aventi un prezzo sottoindicato, e il concorrente doveva indovinare se il prezzo indicato era vero o falso; dopodiché, a seconda di quante volte indovinava il prezzo dei carrellini, aveva delle possibilità di scoprire qual era il prezzo giusto del premio in vetrina. In caso di vittoria, il concorrente vinceva il premio in vetrina e gli oggetti dei carrellini che indovinava, altrimenti, vinceva soltanto gli oggetti dei carrellini indovinati;
- Assegno in Bianco:

Prova in cui veniva messo in palio sempre un viaggio più una cifra in denaro. Dato il totale, il concorrente doveva scrivere su un assegno quanto, secondo lui, era rappresentato dalle spese extra, escludendo quindi il valore del viaggio: se il valore indicato dal concorrente era giusto (o comunque rientrava nella cifra di sforamento), il concorrente vinceva il viaggio più la cifra in denaro.
- Gioco dell'8:

In questa prova, il concorrente doveva indovinare cifra per cifra (ad esclusione dei tre zeri finali), il prezzo esatto del premio in vetrina: all'inizio del gioco venivano date al concorrente otto fiches, e, se il concorrente sbagliava una cifra, doveva rendere il numero di fiche corrispondenti alla differenza (ad esempio: la prima cifra era 2 e il concorrente diceva 5, questi doveva rendere tre fiches). Il concorrente vinceva la prova se alla fine riusciva a scoprire tutto il prezzo avendo ancora almeno una fiche;
- Gioco dei Dadi:

Dato il premio della vetrina, il concorrente su un tavolo da gioco doveva tirare dei dadi, che corrispondevano alle cifre del prezzo del premio che doveva indovinare (erano esclusi i tre zeri finali); ogni dado corrispondeva a una cifra del prezzo (esempio: il primo dado corrispondeva alla prima cifra) il concorrente, una volta tirato il dado, doveva indovinare se la cifra corrispondente del prezzo giusto era più alta o più bassa del punteggio uscito nel dado (se la cifra corrispondeva al punteggio del dado si indovinava sempre), e se riusciva a indovinare tutte le cifre egli si aggiudicava il premio;
- 10 Chances:

In questa prova, venivano presentati i tre prodotti in palio, con le cifre dei loro prezzi disordinate ed una di troppo (il prezzo del primo premio aveva tre cifre, il secondo quattro, il terzo cinque) esclusi i tre zeri finali; stava al concorrente mettere le cifre del prezzo di ogni prodotto nel giusto ordine, eliminando quella in più. Una volta indovinato il prezzo di un prodotto si passava a quello successivo, e si vinceva ordinando le cifre dei prezzi dei tre prodotti correttamente; se il concorrente riusciva a indovinare, avendo dieci possibilità, tutti i prezzi, vinceva tutti e tre i premi, altrimenti vinceva solo quelli di cui indovinava il prezzo (due, uno o, nel caso più sfortunato, nessuno);
- Salvadanaio:

Dati i due premi della vetrina, il concorrente però poteva portarne a casa solamente uno (in genere c'erano un premio maggiore e uno più modico); in un tabellone vi erano due spazi in cui comparivano i prezzi dei due premi (erano esclusi gli zeri finali), e sotto ad essi un terzo spazio indicanti le cifre del cosiddetto salvadanaio. Una volta scelto il premio che voleva portare a casa, il concorrente doveva indovinarne il prezzo chiamando tutte le cifre dall'1 al 9 a sua scelta (infatti ogni cifra compariva solamente una volta o nel primo premio o nel secondo premio o nel salvadanaio), sperando di formare interamente per primo il prezzo del premio scelto; questo gioco poteva avere tre conclusioni: si poteva vincere o il premio scelto o l'altro premio (nel caso che alla chiamata delle cifre si scopriva per primo il prezzo dell'altro premio), oppure nel caso più sfortunato, si vinceva il salvadanaio, ovvero il prezzo corrispondente (in lire) alla cifra finita nell'ultimo spazio del tabellone.
- Caro Prezzo:

Prova in cui, dati tre premi, bisognava indovinare il più caro;
- Offerta Speciale:

Prova in cui, dati i due premi della vetrina (i cui prezzi erano scontati), per vincere, il concorrente doveva indovinare quali dei due prodotti aveva ricevuto lo sconto maggiore;
- 2 Metà:

Dati sempre i due premi della vetrina, il concorrente, in un tabellone con nove caselle composte da due numeri, doveva indovinare (avendo quattro possibilità) quali sono le due caselle aventi i quattro numeri che formavano il prezzo dei due premi messi in palio; in caso di perdita il concorrente portava a casa il premio in denaro composto dalla somma delle cifre delle caselle scelte (in centinaia di migliaia di lire);
- Centro:

Descritti cinque prodotti di drogheria, il concorrente ne doveva scegliere uno, e moltiplicare il suo prezzo per una cifra a sua scelta in modo da raggiungere una certa cifra prestabilita (il centro): il prezzo dei prodotti veniva scoperto solo dopo che il concorrente aveva già scelto per quante volte moltiplicare la cifra, ed aveva tre possibilità per indovinare e portarsi a casa il premio della vetrina. Se il concorrente non indovinava, venivano invece scoperti ulteriormente i dischi dei prodotti scelti dal concorrente: se in uno di questi vi era raffigurato il centro, il concorrente vinceva comunque il premio in palio;
- Tris:

Prova in cui bisognava cercare di fare Tris (o filetto), grazie alle X che si vincevano (massimo 2) indovinando i prezzi dei prodotti proposti; il concorrente partiva con una X omaggio, e la colonna centrale del tabellone era coperta (nascondendo il posizionamento di un'ulteriore X);
- Il Colpo Sicuro:

Prova in cui il concorrente doveva mandare in buca una pallina giocando a minigolf; dati sei prodotti, bisognava ordinarli per prezzo e, per ogni risposta esatta, ci si avvicinava alla buca per il tiro;
- La Trappola:

Prova in cui, dati quattro prodotti, bisognava indovinare i tre che non avevano il prezzo-trappola, comunicato all'inizio del gioco;
- Il Numero Magico:

Prova in cui, dati i due prodotti esposti nella vetrina, bisognava indovinare il prezzo intermedio;
- Super Ball!:

in questa prova, dati i tre premi della vetrina, venivano mostrati al concorrente tre carrellini con dei prodotti con un prezzo indicato sotto; il concorrente doveva indovinare se il prezzo in questione fosse vero o falso; se indovinava, riceveva una pallina che doveva tirare in una pista (simile a quella di un minigolf), dove a un certo punto vi era un salto che andava a finire su un gruppo di tre cerchi concentrici; se la pallina finiva sul terzo (più piccolo e quindi il più difficile da centrare) vinceva il premio in vetrina corrispondente al carrellino, mentre, se prendeva gli altri due, vinceva una somma in denaro, cioè 100.000 lire per il primo cerchio (più grande) e 200.000 lire per il secondo (intermedio). Il tutto si ripeteva per tre volte, dopodiché, nel caso in cui il concorrente non riusciva a centrare il cerchio più piccolo in una o in tutte le occasioni, un quarto carrellino dava la possibilità di tirare una quarta pallina bonus, che, se centrava il cerchio più piccolo, faceva portare a casa al concorrente tutti e tre i premi della vetrina.
- Tentazione:

Uno dei mini-giochi più difficili, ma dai premi sempre prestigiosi: il concorrente doveva formare il prezzo giusto della vetrina prendendo le cifre dai prezzi esatti dei quattro carrellini (una cifra del prezzo-vetrina corrispondeva ad un carrellino); dopo aver digitato il prezzo, il conduttore "tentava" il concorrente, proponendogli di lasciar perdere la vetrina per portarsi a casa i quattro carrellini. Qualora non accettasse la proposta, gli proponeva comunque di cambiare qualche cifra. Se il concorrente rifiutava ambedue le tentazioni (o accettava la seconda), si procedeva alla verifica del prezzo giusto.
- La Cassaforte:

Uno dei mini-giochi con i premi più ricchi. In una cassaforte contenente due premi, uno modico e un altro prestigioso (spesso un'automobile od un ciclomotore), il concorrente per vincere doveva mettere in ordine corretto le prime tre cifre del prezzo del premio minore, che andavano a formare la combinazione della cassaforte; se la combinazione (e dunque il prezzo) erano quelli giusti, la cassaforte si apriva e si vincevano entrambi i premi, altrimenti la porta restava bloccata e non si vinceva nulla;
- Il Tempo è Denaro:

Prova in cui, dati due premi in vetrina, bisognava indovinare in 30 secondi di tempo i loro prezzi;
- Poker:

in questa prova, descritti i quattro premi della vetrina, il concorrente ne doveva scegliere due: una volta scoperti i prezzi, le cifre scoperte (esclusi gli zeri finali) andavano a formare il punteggio del concorrente come se fossero carte da Poker; il concorrente doveva decidere se, tenere quel punteggio oppure cederlo al banco, per andare a scoprire le cifre degli altri due premi. il concorrente vinceva la prova se riusciva ad avere un punteggio più alto rispetto al banco;
- Via dell'Oro:

I premi in vetrina dati in questo prova erano tre: uno da tre cifre, l'altro da quattro, e l'ultimo da cinque. Dato il prezzo "delle caramelle" di due cifre, bisognava indovinare la cifra nascosta del premio da tre cifre, ottenendola dal prezzo iniziale. Si procedeva altrettanto per i restanti due premi;
- Tre colpi (3 X):

Il prezzo del premio è indicato con tipicamente quattro (ma a volte più) fiches con una sola cifra. I gettoni sono mostrati in ordine numerico, seguiti da tre gettoni colpo contrassegnati da una X. Il giocatore estrae un gettone e, se è un numero, gli viene chiesto a quale posizione appartiene il numero nel prezzo del premio. Se è nel prezzo del premio, il chip viene scartato. In caso contrario, la fiche ritorna nel sacchetto e il giocatore pesca di nuovo. Se il giocatore pesca un colpo, sul tabellone viene segnato un colpo (X) e il gettone viene scartato. Il giocatore vince se riesce a posizionare correttamente tutte le cifre nel prezzo del premio, e perde la partita disegnando i tre colpi. 
- Cambio:

I premi dati nel gioco erano cinque, uno ricco e quattro modici carrellini. Date 6 cifre, bisognava posizionarle correttamente nei prezzi dei premi. Indicati poi quanti premi venivano indovinati, si potevano cambiare nuovamente le cifre oppure fermarsi e procedere direttamente alla verifica;
- Più o Meno:

Prova in cui, dati sei prodotti di drogheria, bisognava indicare i tre aventi il prezzo più caro;
- Prendere o Lasciare:

Prova in cui, per vincere il premio in vetrina, date tre coppie di carrellini, bisognava indicare per ogni coppia quello più caro, e la somma dei prezzi dei carrellini scelti doveva superare quella dei restanti;
- La Scogliera:

Prova in cui bisognava indicare il prezzo di tre carrellini, senza superare complessivamente 120.000 lire.
- Jolly:

Dati quattro prodotti, bisognava indovinare se il loro prezzo dichiarato era più alto o più basso di quello reale; si vinceva se la casella "Jolly" corrispondeva a uno dei prodotti il cui prezzo veniva indovinato.
- Campana:

Dato il premio della vetrina, su di un tabellone erano esposte le quattro cifre del prezzo di questo (erano esclusi gli zeri finali), che però erano tutte sbagliate, in quanto in realtà ogni cifra del prezzo giusto era o di un'unità più alta o di un'unità più bassa rispetto a quella esposta sul tabellone (ad esempio, nel tabellone la cifra era 1967, la cifra del prezzo giusto era 2858); il concorrente doveva dunque modificare cifra per cifra il prezzo del tabellone, per formare quello giusto; dopo la prima serie di modifiche, veniva chiamata la campana, che indicava, a seconda dei rintocchi, quanti cambi di cifra il concorrente aveva indovinato, dopodiché questi aveva un'ultima possibilità di cambiare le cifre del tabellone ancora sbagliate, dopodiché si apriva una tenda nella parte bassa del tabellone in cui era scritto il prezzo giusto del premio in vetrina: se la cifra corretta coincideva con quella scritta dal concorrente questi si aggiudicava il premio; nel caso in cui il concorrente indovinasse tutte le cifre alla prima serie di cambi (e dunque i rintocchi di campana fossero quattro) questi si aggiudicava subito il gioco.
- Solo due

Dati i quattro premi della vetrina, il concorrente doveva sceglierne due per andare a formare una certa cifra prestabilita, che doveva essere data dalla somma dei prezzi di questi, se la somma non coincideva con quella richiesta, il concorrente aveva la possibilità di cambiare uno dei due premi scelti con uno degli altri due per raggiungerla, se la raggiungeva il concorrente vinceva tutti e quattro i premi, altrimenti non vinceva nulla; se la scelta dei due premi iniziali dava subito la somma richiesta, il concorrente si aggiudicava subito il gioco.
Con premi in denaro
- Punchingball:

Prova nel quale era possibile vincere fino a 5.000.000 di lire; indovinando i prezzi di vari prodotti, si conquistavano le chance di dare un pugno a una delle caselle del tabellone (da qui il nome del gioco), nelle quali erano nascosti degli assegni più o meno cospicui;
- Il Girasole:

Prova avente lo stesso meccanismo del gioco del Punchingball e anche qui si poteva vincere fino a 5.000.000 di lire; il gioco consisteva in una ruota da girare avente le sembianze per l'appunto di un girasole, in cui in ogni petalo era scritta una cifra diversa;
- Plinko:

Anche qui il premio massimo era pari a 5.000.000 di lire. Bisognava lasciar scivolare un disco su di una parete in pendenza disseminata di paletti metallici e, a seconda del punto in cui si fermava il disco alla fine del percorso, si vinceva un premio più o meno alto; il concorrente poteva lanciare un massimo di cinque dischi, uno per ogni risposta esatta data all'interno della prova. Nelle ultime edizioni, se il concorrente vinceva almeno 2.000.000 di lire, poteva giocare anche per un'auto, rinunciando però alla somma accumulata fino a quel momento.
- Grande Gioco:

Prova in cui, dati sei prodotti di drogheria, bisognava indicare i quattro aventi il prezzo minore a quello riportato all'inizio del gioco. Per ogni prodotto indovinato, si aggiungeva uno zero alla cifra già vinta (1.000 lire, per un totale di 10.000.000 di lire, nelle puntate serali e 500 lire, per un totale di 5.000.000 di lire, in quelle quotidiane). Successivamente, cambiò il suo nome in Vinci gli zeri;
- Telefono Casa:

Prova in cui, dati anche qui sei prodotti alimentari (e tre prezzi comunicati via telefono da un concorrente), bisognava abbinarli a tre dei sei prodotti. Per ogni prezzo indovinato, si vinceva una determinata somma, divisa tra il concorrente in studio e il partecipante al telefono.

## Spin-off
Visto il successo del programma, negli anni vennero realizzati alcuni spin-off del game-show:
- OK Bimbi!: condotto da Enrica Bonaccorti e Sandra Mondaini (quest'ultima nei panni del clown Sbirulino), andato in onda su Canale 5 all'interno del contenitore domenicale pomeridiano La giostra nella stagione 1987-1988. Era una versione per i più piccoli del game show, ed i premi in palio consistevano tutti in giocattoli, ed i giochi erano inframezzati da alcuni siparietti comici di Sbirulino. Nell'estate 1988, circolarono molte voci sulla sostituzione della Zanicchi con la Bonaccorti alla conduzione dell'edizione classica di Ok, il prezzo è giusto! (che quell'autunno passò dalla prima serata di Rete 4 alla fascia preserale di Canale 5), ma tali voci si rivelarono infondate. La sigla di OK Bimbi! era Quanto costa sognare, cantata da Sbirulino;
- Ok, il prezzo è giusto! Estate: condotto da Iva Zanicchi, fu la versione del programma in onda nella prima serata del mercoledì su Canale 5 per dieci settimane, dal 21 giugno al 23 agosto del 1989;
- Ok, il prezzo è giusto! Speciale: questo spin-off andò in onda per due puntate, nei giorni di mercoledì 26 dicembre 1990 e 2 gennaio 1991, alle ore 20:30 su Rete 4. In tali puntate, gareggiavano concorrenti VIP per beneficenza; a presentare i premi di ciascuna serata c'erano ben dodici vallette: oltre alle tre ragazze in carica, erano presenti anche nove vallette delle edizioni precedenti;
- Sabato OK: condotto da Iva Zanicchi, era una versione in prima serata del programma, andata in onda per sette puntate il sabato su Rete 4 dall'11 gennaio al 22 febbraio del 1992. Questo spin-off andava in onda in diretta (a differenza delle puntate canoniche, che in tutti i diciotto anni di programmazione sono sempre state registrate), e, oltre ai classici momenti di gioco con i concorrenti, c'erano pure componenti di varietà, con esibizioni canore, balletti ed ospiti famosi in studio, ed anche alcuni giochi telefonici per il pubblico a casa.

## Studi di registrazione
| Edizione                                | Anno      | Studio                                                                  |
| --------------------------------------- | --------- | ----------------------------------------------------------------------- |
| 1                                       | 1983-1984 | 2 di Antenna 3 Lombardia, Legnano (MI)                                  |
| 2-3-4                                   | 1984-1987 | Studio 10 Centro di Produzione Mediaset, Cologno Monzese (MI)           |
| 5-6                                     | 1987-1989 | Studi 6 e 7 (uniti) Centro di Produzione Mediaset, Cologno Monzese (MI) |
| 7-8-9-10-11 (prima parte)               | 1989-1994 | Studio One Bravo Productions, Via Mambretti 9/13 Milano                 |
| 11 (seconda parte)-12-13-14-15-16-17-18 | 1994-2001 | Studio 14 Centro di Produzione Mediaset, Cologno Monzese (MI)           |

## Sigle
La sigla di testa è un brano strumentale composto da Augusto Martelli intitolato Hey It's Okay!, che nella versione natalizia aveva un coro che cantava Tanti auguri, tanti auguri ok!. Inoltre la frase che dà il titolo alla sigla di testa viene cantata dallo stesso maestro con il suo coro.
Le sigle di coda erano successi della conduttrice che si sono alternate nel corso degli anni:
- Voulez vous danser dei Ricchi e Poveri, 1984-1986;
- Canterò di Iva Zanicchi nel 1987 dall'album Care colleghe;
- Volo di Iva Zanicchi nel 1988 dall'album Nefertari;
- Kajal di Iva Zanicchi nel 1989 (edizione estiva in prima serata) dall'album Nefertari;
- Bellamore di Iva Zanicchi, 1990 (periodo 1989-1990) dall'album Nefertari;
- Ritmo di Iva Zanicchi, 1989-1991 (solo nelle puntate della domenica) dall'album Nefertari;
- Samurai di Iva Zanicchi nel 1991 dall'album Nefertari;
- Nella notte di Iva Zanicchi, 1992 dall'album Come mi vorrei;
- La voce del blues di Iva Zanicchi, 1990-1998 dall'album Come mi vorrei;
- Forte più forte di Iva Zanicchi, 1991-1992 (solo nelle puntate del sabato) dall'album Come mi vorrei;
- Lei lei lei di Iva Zanicchi dall'album Come mi vorrei;
- Ciao Mama di Iva Zanicchi, 1993 dall'album Come mi vorrei;
- Come ti vorrei di Iva Zanicchi dall'album Come mi vorrei.

Nelle ultime edizioni 1999/2000 e 2000/2001 la sigla finale era un brano strumentale di Augusto Martelli.

## Controversie
- Nella puntata di sabato 19 marzo 1994, in piena campagna elettorale, cogliendo l'occasione della festa del papà, Iva Zanicchi esordì con la frase «Faccio gli auguri al mio vero papà e al papà putativo di tutti gli italiani, Silvio Berlusconi, e spero che tra una settimana potremo festeggiare tutti quanti.»; la conduttrice invitò quindi a votare per il patron della Fininvest nelle elezioni politiche, che si sarebbero svolte otto giorni dopo.

## Puntate speciali
- La seconda puntata della quarta edizione, andata in onda nella giornata di mercoledì 14 gennaio 1987 e condotta da Iva Zanicchi su Italia 1, vide la partecipazione come concorrenti degli attori e delle attrici che recitarono nella serie televisiva I ragazzi della 3ª C, per promuovere tale telefilm. Gli attori e le attrici che parteciparono furono Fabio Ferrari, Claudia Vegliante, Giacomo Rosselli, Sharon Gusberti, Stefania Dadda, Fabrizio Bracconeri, Renato Cestiè, Nicoletta Elmi, Guido Nicheli, Antonio Allocca ed Isaac George. La puntata venne vinta da Stefania Dadda.
- La seconda puntata dello spin-off Ok, il prezzo è giusto! Speciale, andato in onda nella giornata di mercoledì 2 gennaio 1991 e condotta da Iva Zanicchi su Rete 4, vide la partecipazione come concorrenti dei personaggi del mondo dello spettacolo che gareggiarono per beneficenza. Parteciparono Barbara Bouchet, Umberto Smaila, Gina Lollobrigida, Massimo Dapporto, Maria Giovanna Elmi, Agostina Belli, Paolo Bonolis, Corinne Cléry, Luciano Rispoli, Marina Suma e Mino Damato. La puntata venne vinta da quest'ultimo.

## Ascolti TV su Italia 1
| Puntata          | Telespettatori | Share  |
| ---------------- | -------------- | ------ |
| 10 dicembre 1986 | 2.558.000      | 9,49%  |
| 17 dicembre 1986 | 2.337.000      | 9,29%  |
| 7 gennaio 1987   | 3.485.000      | 12,67% |

## Media ascolti TV
| Edizione  | Telespettatori | Share  | Canale   |
| --------- | -------------- | ------ | -------- |
| 1988-1989 | 3.080.000      | 16,58% | Canale 5 |
| 1989-1990 | 4.000.000      |        | Canale 5 |
| 1991-1992 | 2.830.000      |        | Canale 5 |
| 1992-1993 | 2.488.000      |        | Canale 5 |
| 1995-1996 | 2.294.000      | 19,0%  | Canale 5 |
| 1997-1998 | 1.100.000      |        | Rete 4   |
| 2000-2001 | 700.000        | 7,00%  | Rete 4   |